# 扣除制
扣除制（義大利語：[ˈskɔrporo], 「分出來 （parceling out）」），是一種單一選區兩票制，但是總席次既不像聯立制以政黨比例分配，或並立制單一選區、政黨比例分計，也不像附帶席位制以小黨優先補償席次，因此又稱「半補償式混合制」（semi-compensatory mixed-member system）或「部分補償式混合制」（partially compensatory mixed-member system）；但由於單一選區與比例代表選區連結計算席次、像聯立制的「補償效果」，又有並立制單一選區名額偏高設計，同時席次固定數量，所以在分類上常歸為聯立制或並立制不一。

## 義大利
在1993年從名單比例代表制改成單一選區兩票制，國會單一選區名額佔75%、政黨比例代表選區則是25%，比例代表制選票計算：該黨政黨得票數減去各單一選區中「最佳敗選者得票數+1」，而「最佳敗選者」（best loser）為競爭對手得票次高落選者。這種選舉方法稱作「扣除制」（Scorporo）。不同於上述類型，總席次既不像聯立制以政黨比例分配，或並立制單一選區、政黨比例分計，也不像附帶席位制以小黨優先補償席次，因此又稱「半補償式混合制」（semi-compensatory mixed-member system）或「部分補償式混合制」（partially compensatory mixed-member system）；但由於單一選區與比例代表選區連結計算席次、像聯立制的「補償效果」，又有並立制單一選區名額偏高設計，同時席次固定數量，所以在分類上常歸為聯立制或並立制不一。2005年，時任總理貝魯斯科尼為拉攏小黨修憲，將選制改回名單比例代表制。但到了2018年再改為並立制（37%單一選區、61%比例代表、2%海外選區）。

## 匈牙利
匈牙利於1989年採單一選區兩票制，國會386名議員中，單一選區佔176名，政黨比例代表則是「區域名單」（regional list）152名及「全國名單」（national list）58名；值得注意的是不只單一選區，區域名單也採兩輪投票，但這是以投票率為基準，未達50%進入二輪，須達25%始可分配席次。而全國名單又稱「補償名單」（compensation list），依各政黨單一選區與區域名單落選者的總票數分配，有利於補償小黨。另外特殊之處，即區域名單分配後剩下票數未足以產生議席者，只要超過當選票數三分之二即可再分配一席，差額票數從全國名單票數扣除。雖有補償效果，且政黨比例代表多於單一選區席次，這種選舉方法卻常被分類在並立制。2011年制新憲法所通過於2014年施行的國會選舉法，廢除兩輪投票、區域與全國名單合併為「政黨名單」（party-list）並大幅減少名額，國會議席由386名減至199名，單一選區反多於政黨比例代表席次。

## 另見
- 義大利選舉
- 附帶席位制